# Stefan Dimitrow (siatkarz)
Stefan Dimitrow, bułg. Стефан Димитров (ur. 15 maja 1956) – bułgarski siatkarz, reprezentant kraju, srebrny medalista olimpijski (1980).
Podczas igrzysk w Moskwie w lipcu 1980 roku zdobył srebrny medal olimpijski w turnieju mężczyzn. Bułgarska reprezentacja zajęła wówczas drugie miejsce, przegrywając tylko z zespołem ze Związku Radzieckiego. Dimitrow wystąpił w trzech meczach – w fazie grupowej przeciwko Związkowi Radzieckiemu (przegrana 0:3), w półfinale przeciwko Polsce (wygrana 3:0) oraz w finale ponownie przeciwko reprezentacji ZSRR (przegrana 1:3).